# Tátrai Sándor
Tátrai Sándor, Thour (Tuzla, 1914. július 8. – Alberttelep, 1970. szeptember 5.) labdarúgó, hátvéd, edző.

## Pályafutása

### Klubcsapatban
1936-ban mutatkozott be a Ferencváros csapatában. 1944-ig a Fradiban összesen 250 mérkőzésen szerepelt (166 bajnoki, 64 nemzetközi, 20 hazai díjmérkőzés) és 14 gólt szerzett (10 bajnoki, 4 egyéb).

### Edzőként
1958 és 1970 között 228 bajnoki mérkőzésen tevékenykedett mint vezetőedző.

## Sikerei, díjai

### Játékosként
- Magyar bajnokság
  - bajnok: 1937–38, 1939–40, 1940–41
  - 2.: 1936–37, 1938–39, 1943–44
  - 3.: 1942–43
- Magyar kupa
  - győztes: 1942, 1943, 1944
- Közép-európai kupa (KK)
  - győztes: 1937
  - döntős: 1938, 1939

### Edzőként
- Magyar bajnokság
  - 2.: 1959–60, 1966
- Labdarúgó-magyarkupa
  - győztes: 1958
- Mesteredző (1965)
- az FTC örökös bajnoka: 1974